# 笑福亭仁勇
笑福亭 仁勇（しょうふくてい にゆう、1958年9月4日 - 2017年12月16日）は、大阪市出身の落語家。本名は山澤 健二（やまさわ けんじ）。所属事務所はよしもとクリエイティブ・エージェンシー。上方落語協会会員。

## 来歴
大阪府立桜塚高等学校卒業式の（正式卒業は18年後）後、1977年4月1日に3代目笑福亭仁鶴に入門。
翌1978年、うめだ花月で初舞台。
笑福亭仁智、笑福亭仁福、松旭斎小天正とのコントグループ「大阪パイレーツ」メンバー。
阿波踊り「はなしか連」”中間管理職”。
彦八まつりでは第一回から実行委員を務め、上方落語協会広報誌「んなあほな」の名付け親でもある。
2015年には【大阪W選】の立候補者(柳本顕･栗原貴子)の演説の司会を務め、多くの聴衆を魅了した。
2017年12月16日14時3分、脳幹出血のため死去。59歳没。所属していた上方落語協会によれば、仁勇について「最近まで舞台に出ていたが、数日前に急に倒れられたようだ」としている。また、仁鶴一門の惣領弟子である仁智が、一連の経緯を説明したところによれば『12月11日に仁勇自身が体調不良を訴えて自ら119番をダイヤルし、病院へ搬送されるが、仁勇は病院へ着く前に呂律が回らない状態であり、その夜に人工呼吸処置が執られた。翌日（12月12日）、病院側は「手の施しようがない」と説明、その後は意識が戻ることなく16日14時3分に息を引き取った』とのことである。その他、仁智が師匠の仁鶴邸を訪問して仁勇の死去を報告したところ、仁鶴が愛弟子の急死に大変なショックを受けていることも明らかにされた。

## 人物・エピソード
- 高座名は英語の「NEW」を意味する。
- 妻はお囃子の山澤由江。1994年に結婚したが、2010年2月に心身症などの病のストレスで50歳で亡くなっている[6]。
- 桜塚高校の卒業式では答辞を読んだが、実はこの時点では卒業できていなかったので、同期の卒業生を送り出す「送辞」でもあった。卒業したのは18年後のことである。
- 複数の大阪府立高校にて「芸能鑑賞講座」などの非常勤講師を務めていた。
- 放送大学の学生で、生涯学習を実践していた。
- 草野球チーム「モッチャリーズ」メンバー。